# Ordre du Mérite (Liechtenstein)
Pour les articles homonymes, voir Ordre du Mérite.
L'ordre du mérite princier du Liechtenstein est fondé le 22 juillet 1937 par le prince souverain François Ier de Liechtenstein et peut être décernée à toute personne ayant rendu des services exceptionnels dans la fonction publique ou pour des réalisations dans le domaine social de la principauté.
Le prince régnant est le grand maître de l'ordre.

## Classes
L'ordre est initialement divisé en cinq classes. Le 30 septembre 1960, il est étendu par l'ajout de la Grand-Croix avec diamants :
- Grande étoile
- Grand croix avec diamants
- Grand-croix
- Croix de commandeur avec l'étoile
- Croix de commandeur
- Croix de chevalier

## Description
La médaille d'or est une croix émaillée bleue bordée d'émail rouge, les barreaux s'élargissant vers l'extérieur et se terminant par un demi-cercle aux extrémités. Dans le médaillon, également bleu et entouré d'un anneau émaillé rouge, la lettre dorée L (Liechtenstein). Les initiales du fondateur FIL (François Ier de Liechtenstein) figurent au revers. Dans le cas de la grande croix avec des diamants, la lettre est disposée avec des diamants sur le devant.

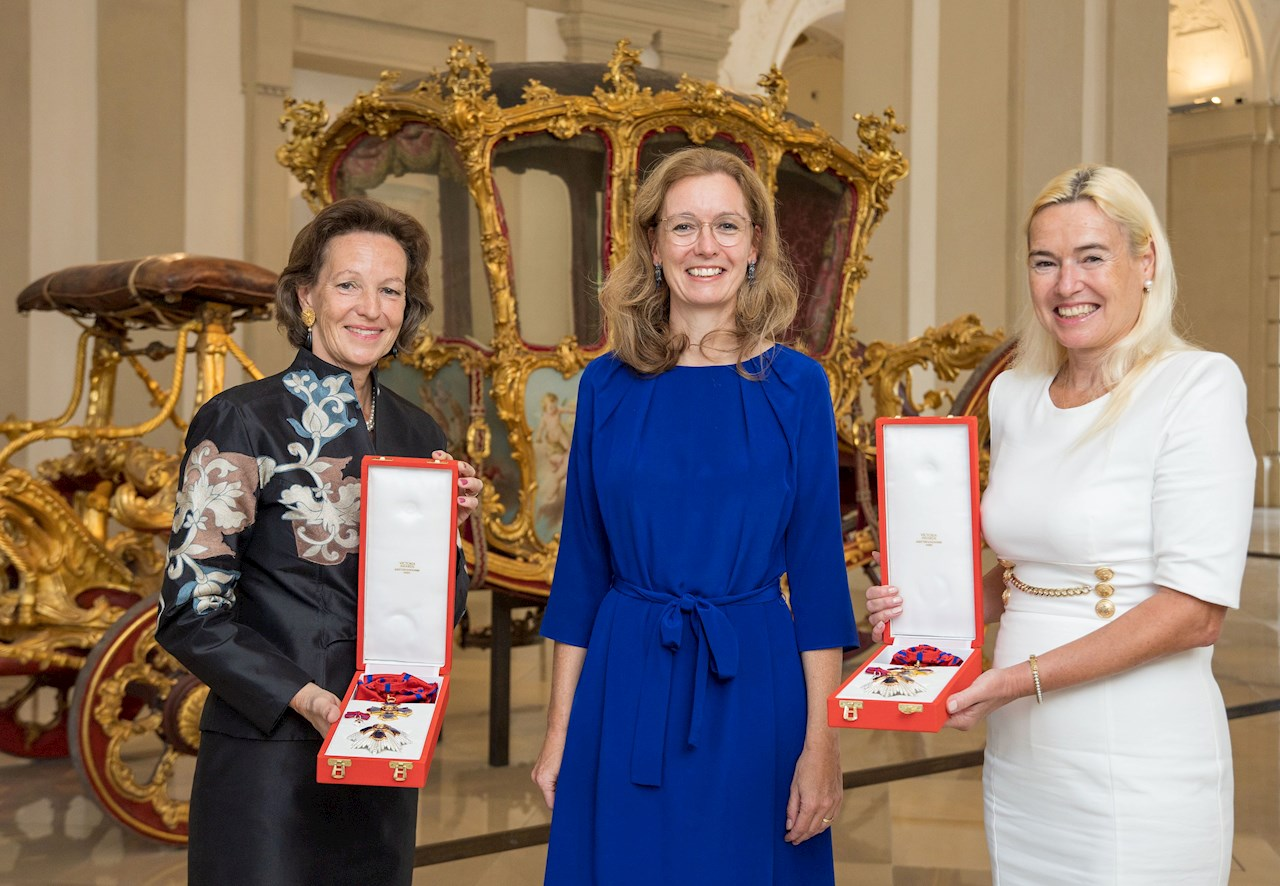
Réception au sein de l'ordre.

## Port de l'insigne
La médaille est portée sur un ruban rouge avec deux bandes latérales bleu foncé. Les trois premières classes de la grande étoile, grand-croix avec diamants et grand-croix portent la médaille sur une écharpe de l'épaule droite à la hanche gauche ainsi qu'une étoile de poitrine dorée à huit branches, et l'étoile de poitrine d'argent grand-Croix. La croix de commandeur se porte autour du cou et la croix de chevalier sur un ruban triangulaire sur le côté gauche de la poitrine.

## Récipiendaires notables
- François-Joseph II
- Georgina von Wilczek
- Karl-Alfred de Liechtenstein
- Marie Kinsky von Wchinitz und Tettau
- Hans-Adam II
- Philipp de Liechtenstein
- Nikolaus de Liechtenstein
- Sophie de Bavière